# كاتسومي فوجيموتو
كاتسومي فوجيموتو (باليابانية: 藤本勝巳؛ بالكانا: ふじもと かつみ) هو لاعب كرة قاعدة ياباني، ولد في 8 أغسطس 1937 في مينابه في اليابان.

## روابط خارجية
- كاتسومي فوجيموتو على موقع الدوري الياباني لكرة القاعدة (الإنجليزية)